# Municipio de Brevard
El municipio de Brevard (en inglés: Brevard Township) es un municipio ubicado en el  condado de Transilvania en el estado estadounidense de Carolina del Norte. En el año 2010 tenía una población de 11.623 habitantes.

## Geografía
El municipio de Brevard se encuentra ubicado en las coordenadas 35°14′30.41″N 82°43′41.45″O / 35.2417806, -82.7281806.